# (4391) Balodis
(4391) Balodis ist ein Hauptgürtelasteroid, der am 21. August 1977 von Nikolai Stepanowitsch Tschernych vom Krim-Observatorium aus entdeckt wurde.
Der Asteroid wurde nach dem lettischen Astronomen Janis Balodis benannt.